# Orkustra
Orkustra was een Amerikaanse band die psychedelische muziek maakte.

## Geschiedenis
Volgens voormalig lid Bobby Beausoleil was de naam officieel "The Electric Chamber Orchestra". Omdat ze vreesden dat ze gezien zouden worden als een kamerorkest, en daarom waarschijnlijk weinig geboekt zouden worden, besloten ze om de naam te veranderen.
Begin 1967 componeerde de groep het nummer Bombay Calling, aan de hand van een jazznummer van Vince Wallace uit 1962. Het nummer werd wel gespeeld tijdens boekingen echter nooit uitgebracht. De band bestond iets meer dan een jaar toen ze in de zomer van 1967 uit elkaar gingen. Beausoleil ging samenwerken met Kenneth Anger en speelde de hoofdrol in diens film Lucifer Rising, en raakte uiteindelijk betrokken bij de bende van Charles Manson. David LaFlamme richtte zijn eigen groep op, It's a Beautiful Day, dat een nieuwe versie van het nummer Bombay Calling maakte en uitbracht. Van deze versie leende Deep Purple de riff voor hun nummer Child in Time.
Tijdens het bestaan van de band werden er geen opnames uitgebracht, echter bracht RD Records in 2007 een LP uit. Op de LP Light Shows For The Blind staat onder andere ook een live-versie van het nummer Bombay Calling uit 1967.